# 基多體育會
基多體育會（Sociedad Deportivo Quito）是一支位於基多的厄瓜多爾職業足球會，現時於厄甲作賽。他們曾先後五次贏得厄甲冠軍，包括1964, 1968, 2008, 2009, 及2011，累計排在第五，由於他們的風格，體育記者和球迷稱他們為自1940年的厄瓜多爾人學院(英語：The Academy of the Ecuadorians since 1940)。
他們於1955年正式成立，但他們是繼承1940年7月9日成立的阿根廷體育會(Sociedad Deportiva Argentina)。他們的宿敵包括基多利加大學、奧卡斯及國家體育會，主場球場為艾達賀柏奧林匹高球場。